# Smithgetal
Een smithgetal is een natuurlijk getal groter dan 1, waarvoor geldt dat de som van de cijfers ervan in een gegeven basis gelijk is aan de som van de cijfers van alle getallen wanneer het is gefactoriseerd. Zo is bijvoorbeeld 202 in het decimale talstelsel een smithgetal, aangezien 2 + 0 + 2 = 4 en 202 ontbonden in priemfactoren gelijk is aan 2 × 101, waarbij 2 + 1 + 0 + 1 = 4.
In het geval dat zo'n natuurlijk getal geen kwadraten voorkomen, wordt de som zonder exponenten geschreven, waarbij de herhaalde factor zo vaak wordt geschreven als nodig. Bijvoorbeeld, 4937775 is een smithgetal, aangezien 4+9+3+7+7+7+5 = 42 is en het gefactoriseerd gelijk is aan 3 × 52 × 65837 = 3 × 5 × 5 × 65837 en 3+5+5+6+5+8+3+7 = 42. Alle priemgetallen voldoen aan deze eigenschap, maar zij worden desondanks niet als smithgetal gerekend. 4, 22, 27, 58, 85, 94 en 121 zijn in het decimale talstelsel de eerste smithgetallen. 666 is er nog een.
WL McDaniel bewees in 1987 dat er oneindig veel smithgetallen zijn. Er zijn 29.928 Smithgetallen kleiner dan een miljoen en er wordt aangenomen dat ongeveer 3% van de natuurlijke getallen smithgetallen zijn. Er zijn ook oneindig smithgetallen, die een palindroom zijn. Opeenvolgende smithgetallen, bijvoorbeeld 728 en 729, 2964 en 2965 worden smithbroers genoemd. Smithgetallen zijn door A Wilansky van de Lehigh-universiteit naar zijn zwager H Smith genoemd, toen hij, Wilansky, in 1982 deze eigenschap in het telefoonnummer 4937775 van zijn zwager opmerkte.

## Websites
- rij A006753 in OEIS
- MathWorld. Smith Number